# ISO 3166-2:AE
ISO 3166-2:AE
là chuẩn ISO định nghĩa mã địa lý. Nó là tập con của ISO 3166-2 áp dụng cho
Các Tiểu vương quốc Ả Rập thống nhất.
Nó gồm cả bảy tiểu vương quốc.

## Thư thông tin
- ISO 3166-2:ngày 21 tháng 5 năm 2002
- ISO 3166-2:ngày 20 tháng 8 năm 2002

## Mã
| AE-AZ | Abu Zaby        |
| AE-AJ | 'Ajman          |
| AE-FU | Al Fujayrah     |
| AE-SH | Ash Shariqah    |
| AE-DU | Dubayy          |
| AE-RK | R'as al Khaymah |
| AE-UQ | Umm al Qaywayn  |